# فرما هاروب
فرما هاروب (من مواليد 18 مارس 1950 في مدينة نيويورك) كاتبة ومؤلفة أمريكية. على الرغم من كونها ليبرالية / يسار الوسط، إلا أنها معروفة بنهجها غير التقليدي وخطها التحرري. اشتهرت بعمودها المشترك نصف الأسبوعي الذي يظهر في حوالي 200 منفذ إخباري بما في ذلك سياتل تايمز؛ ونيوزداي؛ ودنفر بوست؛ وأريزونا ريبابليك وديترويت نيوز؛ وأوماها وورلد هيرالد؛ وسان أنطونيو إكسبرس نيوز؛ وريال كلير بوليتيكس؛ وِ مجلة بروفيدنس. تمثلها شركة Creators Syndicate Inc. في لوس انجلوس.
وفقا لتصنيف شركة ميديا ماتيرس، فإن عمودها في المرتبة العشرين على المستوى الوطني في إجمالي القراء، والمرتبة 14 في عدد كبير من الصحف.

## نشأتها
ولدت فرما هاروب في نيويورك في الولايات المتحدة الأمريكية، ونشأت وترعرعت في ضواحي جزيرة لونج مع عائلة يهودية. إتحقت بجامعة نيويورك، وتخرجت عام 1972.

## حياتها المهنية
عملت فرما هاروب في المكتب المالي في رويترز، حيث غطت الأعمال والاحتياطي الفيدرالي، وأصبحت فيما بعد محررة للأعمال في نيويورك تايمز نيوز سيرفيس. عادت إلى جذورها الصحفية ككاتبة أعمال في صحيفة بروفيدنس جورنال في رود آيلاند وانضمت لاحقًا إلى هيئة تحرير الجريدة، حيث كانت عضوًا حتى عام 2013. تقيم فرما حاليًا في بروفيدنس ومدينة نيويورك.
كانت فرما هاروب ضيففة على بي بي إس وفوكس نيوز وإم إس إن بي سي والإذاعة الوطنية العامة وذا دالي شو مع جون ستيوارت. كتبت فرما لصحيفة نيويورك تايمز نيوز وهاربر بازار. و أيضًا مساهمة في The Progressive Populist. وقد تم نشر أعمدتها في العديد من مختارات الكتب.
فرما هاروب هي الرئيس السابق لجمعية صحفيي الرأي (The Association of Opinion Journalists)، المعروفة سابقًا باسم المؤتمر الوطني لكتاب التحرير (The National Conference of Editorial Writers). 

## الجوائز
- جائزة باستيات للصحافة وصلت إلى نهائيات 2015.[8]

- المرشحة النهائية لجوائز لوب للتعليق الاقتصادي في عام 2011.[9]
- وصلت إلى نهائي جائزة سكريبس هوارد للتعليق في عام 2010.
- المرشحة النهائية لجوائز لوب للتعليق الاقتصادي في عام 2004.[10]
- المحرر والناشر المتميز للعام 2003.
- جائزة الجمعية الوطنية لكتَّاب العمود في الصحف عام 2001.
- خمس جوائز من جمعية المديرين التنفيذيين لصحيفة نيو إنجلاند أسوشيتد برس.